# 2009년 온두라스 헌정위기
2009년 온두라스 헌정 위기는 2009년 6월 28일 온두라스에서 일어난 군사 정변으로 마누엘 셀라야 대통령을 축출하면서 발생한 일련의 사건이다. 중앙 아메리카에서 쿠데타가 일어난 것은 1972년 이래 처음이다. 이 날은 당초에 헌법 개정을 위한 국민투표가 열릴 예정이었다. 셀라야 대통령이 국민투표를 제안하였으나, 온두라스 대법원, 법무 장관, 선거관리 위원회, 인권 옴부즈먼은 이를 불법으로 규정하였다. 그러나 셀라야가 선거를 실시하기 위하여 군대에서 투표지를 배포하도록 요청하였다. 군 장성 로메오 바스케스 벨라스케스가 이에 거부하자, 셀라야는 그를 해임하였다. 대통령의 해임 조치는 법정과 의회에서 불법으로 선언되었다. 2009년 6월 28일, 국민투표를 위한 투표소가 열리기 직전에 군대가 셀라야를 축출하였다. 대부분의 뉴스 매체와 온두라스 바깥의 정부 소식통에서는 이를 쿠데타라고 칭한다. 일부 온두라스 정부 각료들은 셀라야의 축출이 적법하다고 주장하고 있다. 일부 뉴스 매체의 방송이 현재 통제되고 있으며 온두라스 군대가 라디오 방송국 최소 한 곳과 텔레수르 및 스페인어 CNN의 TV 전송을 중단시켰다고 한다.
온두라스 군대는 마누엘 셀라야를 집에 가두었다가 테구시갈파 외곽의 모 공군 기지로 이송하였으며, 그를 비행기 편으로 코스타리카에 보냈다. 그 와중에 테구시갈파의 통신과 전기가 대략 여섯 시간 동안 끊겼다. 셀라야에 충성하는 것으로 의심되는 정부 관리나 정치인들은 억류되어 있다. 온두라스 대법원은 자신들이 대통령 축출을 명령했다고 말하였다.
의회 대변인이자 대통령 승계를 맡은 로베르토 미첼레티가 의회에서 대통령 선서에 서약하였다. 육군 장성 로메오 바스케스 벨라스케스와 온두라스 공군 수장 루이스 하비에르 프린세 수아소는 미국 육군의 서반구 안전보장 연구소 출신이라 CIA가 여기에 연루되었다는 설이 나오고 있다.
온두라스 정부는 셀라야 대통령이 헌법에 따라 체포되었으며, 대통령직 승계는 온두라스 법에 따라 완전하게 적법한 과정으로 이루어졌다고 말하였으나, 외국 정부들은 이에 동의하지 않고 있으며, 상당수 국가는 이 사건을 쿠데타라고 말하고 있다. 미주 기구 총회에서는 6월 30일 목요일에 특별 회의를 소집하여 쿠데타에 대해 "강력한 비난"을 표명하고, 셀라야의 복직을 요구하였으며, 온두라스의 미주 기구 퇴출을 고려하고 있다고 전하였다.